# Tweakers
Tweakers ist ein niederländischsprachiges Nachrichtenportal mit einem Schwerpunkt auf Technologie. 

## Allgemeines
Die Website wurde 1998 unter dem Namen World of Tweaking von Femme Taken gegründet. Ab 2003 wurde Tweakers vom Nefkens-Gebäude in Amersfoort aus betrieben. 2010 zog der Sitz der Website nach Amsterdam.
2006 wurde Tweakers von der VNU, heute Teil der Nielsen Company, übernommen. Später wurde die Abteilung VNU Business Media, zu der auch Tweakers gehörte, an die britische Beteiligungsgesellschaft 3i verkauft. 2012 verkaufte 3i die Abteilung dann an die Persgroep, welche später zur DPG Media fusionierte.
Im September 2014 berichteten mehrere Medien darüber, dass Tweakers nach Belgien expandiert. Die Administratoren von Tweakers bestätigten jedoch, dass sie die Seite nur für flämische Benutzer benutzerfreundlicher gestalten werden.
Laut der DPG Media erreicht Tweakers rund fünf Millionen einzigartige Besucher pro Monat, während Similarweb rund 16 Millionen Besucher pro Monat meldet. Bereits im Jahr 2006 soll die Website Millionen von Besuchern pro Monat angezogen haben. Darüber hinaus wird Tweakers auch von anderen Medien zitiert, darunter IGN Benelux, Business Insider Nederland und PC Gamer.

## Auszeichnungen
- 2009: Gesamtsieger der (niederländischen) Website des Jahres[19]
- 2011: Gesamtsieger der (niederländischen) Website des Jahres[20]
- 2012: Gesamtsieger der (niederländischen) Website des Jahres[21]
- 2014: Gesamtsieger der (niederländischen) Website des Jahres[22]